# Новосёлки (Вендорожский сельсовет)
Новосёлки — деревня в составе Вендорожского сельсовета Могилёвского района Могилёвской области Республики Беларусь.

## Географическое положение
Ближайшие населённые пункты: Вендриж, Маяк, Концы, Южный Жабин.